# Tobrilus graciloides
Tobrilus graciloides is een rondwormensoort uit de familie van de Tobrilidae. De wetenschappelijke naam van de soort is voor het eerst geldig gepubliceerd in 1910 door Daday.